# Češka na Olimpijskim igrama
Češka je prvi puta kao neovisna država sudjelovala na Olimpijskim igrama 1994. godine. Na Ljetnim olimpijskim igrama Češka je prvi put sudjelovala 1996. godine, a na Zimskim olimpijskim igrama 1994. Nacionalni olimpijski odbor Češke (Český olympijský výbor) je prvotno osnovan 1899., a MOO-a ga je priznao 1993. godine.

## Medalje
| Igre                 | Športaša             | Zlato                | Srebro               | Bronca               | Ukupno               | Rang                 |
| 1900. – 1912.        | kao Bohemija         | kao Bohemija         | kao Bohemija         | kao Bohemija         | kao Bohemija         | kao Bohemija         |
| 1920. – 1992.        | kao dio Čehoslovačke | kao dio Čehoslovačke | kao dio Čehoslovačke | kao dio Čehoslovačke | kao dio Čehoslovačke | kao dio Čehoslovačke |
| Atlanta 1996.        | 115                  | 4                    | 3                    | 4                    | 11                   | 17.                  |
| Sydney 2000.         | 119                  | 2                    | 3                    | 3                    | 8                    | 28.                  |
| Atena 2004.          | 142                  | 1                    | 3                    | 5                    | 9                    | 42.                  |
| Peking 2008.         | 134                  | 3                    | 3                    | 1                    | 7                    | 24.                  |
| London 2012.         | 133                  | 4                    | 4                    | 3                    | 11                   | 19.                  |
| Rio de Janeiro 2016. | 105                  | 1                    | 2                    | 7                    | 10                   | 43.                  |
| Tokio 2020.          | 115                  | 4                    | 4                    | 3                    | 11                   | 18.                  |
| Pariz 2024.          | 111                  | 3                    | 0                    | 2                    | 5                    | 28.                  |
| Ukupno               | Ukupno               | 22                   | 22                   | 28                   | 72                   | 44                   |

| Igre                 | Športaša             | Zlato                | Srebro               | Bronca               | Ukupno               | Rang                 |
| 1924. – 1992.        | kao dio Čehoslovačke | kao dio Čehoslovačke | kao dio Čehoslovačke | kao dio Čehoslovačke | kao dio Čehoslovačke | kao dio Čehoslovačke |
| Lillehammer 1994.    | 65                   | 0                    | 0                    | 0                    | 0                    | -                    |
| Nagano 1998.         | 61                   | 1                    | 1                    | 1                    | 3                    | 14.                  |
| Salt Lake City 2002. | 76                   | 1                    | 2                    | 0                    | 3                    | 16.                  |
| Torino 2006.         | 84                   | 1                    | 2                    | 1                    | 4                    | 15.                  |
| Vancouver 2010.      | 92                   | 2                    | 0                    | 4                    | 6                    | 14.                  |
| Soči 2014.           | 88                   | 2                    | 4                    | 3                    | 9                    | 15.                  |
| Pyeongchang 2018.    | 94                   | 2                    | 2                    | 3                    | 7                    | 14.                  |
| Peking 2022.         | 114                  | 1                    | 0                    | 1                    | 2                    | 21.                  |
| Ukupno               | Ukupno               | 10                   | 11                   | 13                   | 34                   | 20                   |

| Češka                    | Češka | Češka |
| ------------------------ | --- | ----- |
|                          | |       |
| Simboli i identitet      | Grb Češke • Zastava Češke • Kde domov můj |       |
|                          | |       |
| Zemljopis                | Češke pokrajine • Gradovi • Klima • Rijeke • Planine • Nacionalni parkovi |       |
|                          | |       |
| Povijest                 | Unjetička kultura • Boji • Markomani • Samo • Velikomoravska Kneževina • Přemyslovići • Kraljevina Bohemija • Zemlje Krune sv. Vaclava • Češka (povijesna pokrajina) • Češki narodni preporod • Čehoslovačka • Njemačka okupacija Čehoslovačke • Praško proljeće • Čehoslovačka Socijalistička Republika • Baršunasta revolucija • Raspad Čehoslovačke |       |
|                          | |       |
| Politika i gospodarstvo  | Predsjednik • Parlament Češke • Premijer Češke • Hrvatsko-češki odnosi • Moravski Hrvati • Oružane snage Češke • Gospodarstvo • Češka kruna • Pivo u Češkoj • Promet • Turizam • Popis sveučilišta u Češkoj • Karlovo sveučilište u Pragu • Putovnica Češke                                                                                            |       |
|                          | |       |
| Društvo, kultura i sport | Stanovništvo • Česi • Češki jezik • Kultura • Umjetnost • Književnost • Obrazovanje • Religija • Kršćanstvo • Katolička Crkva • Svjetska baština Češke • Češka kuhinja • Wikipedija na češkom jeziku • Sport • Češka na OI • Češka nogometna reprezentacija • Češka reprezentacija u hokeju na ledu                                                    |       |

| Češka                    | Češka | Češka |
| ------------------------ | --- | ----- |
|                          | |       |
| Simboli i identitet      | Grb Češke • Zastava Češke • Kde domov můj |       |
|                          | |       |
| Zemljopis                | Češke pokrajine • Gradovi • Klima • Rijeke • Planine • Nacionalni parkovi |       |
|                          | |       |
| Povijest                 | Unjetička kultura • Boji • Markomani • Samo • Velikomoravska Kneževina • Přemyslovići • Kraljevina Bohemija • Zemlje Krune sv. Vaclava • Češka (povijesna pokrajina) • Češki narodni preporod • Čehoslovačka • Njemačka okupacija Čehoslovačke • Praško proljeće • Čehoslovačka Socijalistička Republika • Baršunasta revolucija • Raspad Čehoslovačke |       |
|                          | |       |
| Politika i gospodarstvo  | Predsjednik • Parlament Češke • Premijer Češke • Hrvatsko-češki odnosi • Moravski Hrvati • Oružane snage Češke • Gospodarstvo • Češka kruna • Pivo u Češkoj • Promet • Turizam • Popis sveučilišta u Češkoj • Karlovo sveučilište u Pragu • Putovnica Češke                                                                                            |       |
|                          | |       |
| Društvo, kultura i sport | Stanovništvo • Česi • Češki jezik • Kultura • Umjetnost • Književnost • Obrazovanje • Religija • Kršćanstvo • Katolička Crkva • Svjetska baština Češke • Češka kuhinja • Wikipedija na češkom jeziku • Sport • Češka na OI • Češka nogometna reprezentacija • Češka reprezentacija u hokeju na ledu                                                    |       |

| Države sudionice Olimpijskih igara | Države sudionice Olimpijskih igara |
| ---------------------------------- | --- |
|                                    | |
| Afrika                             | Аlžir • Аngola • Benin • Bocvana • Burkina Faso • Burundi • Čad • DR Kongo • Džibuti • Egipat • Ekvatorska Gvineja • Eitreja • Etiopija • Gabon • Gambija • Gana • Gvineja • Gvineja Bisau • Južni Sudan • Južnoafrička Republika • Kamerun • Kenija • Komori • Lesoto • Liberija • Libija • Madagaskar • Маlavi • Mali • Маroko • Mauricijus • Маuretanija • Mozambik • Namibija • Niger • Nigerija • Obala Bjelokosti • Republika Kongo • Ruanda • Sejšeli • Senegal • Sijera Leone • Somalija • Srednjoafrička Republika • Sudan • Svasi • Sveti Tome i Principe • Tanzanija • Togo • Тunis • Uganda • Zambija • Zelenortska Republika • Zimbabve Povijesne države: Rodezija |
|                                    | |
| Амеrikа                            | Američki Djevičanski otoci • Antigva i Barbuda • Аrgetina • Аrubа • Bahami • Barbados • Belize • Bermudi • Bolivija • Brazil • Britanski Djevičanski otoci • Čile • Dominika • Dominikanska Republika • Ekvador • El Salvador • Gvatemala • Gvajana • Grenada • Haiti • Honduras • Јамајка • Каnadа • Kajmanski Otoci • Kolumbija • Kostarika • Кuba • Мекsiко • Nikaragva • Panama • Paragvaj • Peru • Portoriko • Sveti Kristofor i Nevis • Sveta Lucija • Sveti Vincent i Grenadini • Sjedinjene Američke Države • Surinam • Trinidad i Tobago • Urugvaj • Venecuela Povijesne države: Britanska zapadna Indija • Nizozemski Antili                                          |
|                                    | |
| Azija                              | Filipini • Kazahstan • Kirgistan • Kuvajt • Laos |
|                                    | |
| Europa                             | Albanija • Andora • Armenija • Azerbajdžan • Bjelorusija • Cipar • Crna Gora • Češka • Hrvatska • Kosovo • Malta • Moldavija • Njemačka • Rusija • Sjeverna Makedonija • Slovenija • Srbija • Švedska • Ukrajina Povijesne države: Jugoslavija • Srbija i Crna Gora |
|                                    | |
| Oceanija                           | Cookovo Otočje • Samoa |
|                                    | |
| Ostali                             | izbjeglice |

| Države sudionice Olimpijskih igara | Države sudionice Olimpijskih igara |
| ---------------------------------- | --- |
|                                    | |
| Afrika                             | Аlžir • Аngola • Benin • Bocvana • Burkina Faso • Burundi • Čad • DR Kongo • Džibuti • Egipat • Ekvatorska Gvineja • Eitreja • Etiopija • Gabon • Gambija • Gana • Gvineja • Gvineja Bisau • Južni Sudan • Južnoafrička Republika • Kamerun • Kenija • Komori • Lesoto • Liberija • Libija • Madagaskar • Маlavi • Mali • Маroko • Mauricijus • Маuretanija • Mozambik • Namibija • Niger • Nigerija • Obala Bjelokosti • Republika Kongo • Ruanda • Sejšeli • Senegal • Sijera Leone • Somalija • Srednjoafrička Republika • Sudan • Svasi • Sveti Tome i Principe • Tanzanija • Togo • Тunis • Uganda • Zambija • Zelenortska Republika • Zimbabve Povijesne države: Rodezija |
|                                    | |
| Амеrikа                            | Američki Djevičanski otoci • Antigva i Barbuda • Аrgetina • Аrubа • Bahami • Barbados • Belize • Bermudi • Bolivija • Brazil • Britanski Djevičanski otoci • Čile • Dominika • Dominikanska Republika • Ekvador • El Salvador • Gvatemala • Gvajana • Grenada • Haiti • Honduras • Јамајка • Каnadа • Kajmanski Otoci • Kolumbija • Kostarika • Кuba • Мекsiко • Nikaragva • Panama • Paragvaj • Peru • Portoriko • Sveti Kristofor i Nevis • Sveta Lucija • Sveti Vincent i Grenadini • Sjedinjene Američke Države • Surinam • Trinidad i Tobago • Urugvaj • Venecuela Povijesne države: Britanska zapadna Indija • Nizozemski Antili                                          |
|                                    | |
| Azija                              | Filipini • Kazahstan • Kirgistan • Kuvajt • Laos |
|                                    | |
| Europa                             | Albanija • Andora • Armenija • Azerbajdžan • Bjelorusija • Cipar • Crna Gora • Češka • Hrvatska • Kosovo • Malta • Moldavija • Njemačka • Rusija • Sjeverna Makedonija • Slovenija • Srbija • Švedska • Ukrajina Povijesne države: Jugoslavija • Srbija i Crna Gora |
|                                    | |
| Oceanija                           | Cookovo Otočje • Samoa |
|                                    | |
| Ostali                             | izbjeglice |